# Сигав
Сигав (другое название — Сингаве) (фр. Sigave, Singave) — один из 3-х административных округов заморской общины Франции территории островов Уоллис и Футуна.
Традиционно называется Королевство Сигав.
В состав округа Сигав входит западная часть острова Футуна из группы островов Хорн. Округ занимает около трети острова — 30 км² из 83 км².
Общая площадь округа — 30 км². Население — 1457 чел. (2013). Административный центр округа Леава, в котором проживает 368 человек (2013).
Остальные населенные пункты округа:
- Фиуа (302 жителя),
- Нуку (257),
- Толоке (194),
- Ваисеи (159),
- Таваи (177).

В экономике округа преобладает натуральное сельское хозяйство и мелкое рыболовство в местной лагуне.
Большинство жителей полинезийского происхождения (97,3 %). Есть также небольшое количество европейцев.
Подавляющее большинство жителей округа — католики.